# Richard Kearney
Richard Kearney (/ˈkɑrni/; n. 8 decembrie 1954, Cork, Irlanda) este un filosof și scriitor irlandez, este profesor în cadrul Departamentului de Filosofie de la Boston College⁠(d). A predat, ca profesor invitat, la University College Dublin⁠(d), la Sorbona (Paris), Universitatea Catolică Australiană și Universitatea din Nisa și a ținut cursuri la prestigioase universități precum Harvard, Yale, Princeton, Oxford, Cambridge, Universitatea din Roma, Columbia University ș.a. Discipol al lui Paul Ricœur și Emmanuel Levinas, Kearney are, intelectual vorbind, o dublă apartenență, europeană și americană. 
Este autor a 23 de cărți de filosofie și literatură (inclusiv două romane și un volum de poezie) și a mai editat sau coeditat peste 20 de volume. A fost membru al Consiliului pentru Arte din Irlanda, al Autorității pentru Învățământ Superior din Irlanda și președinte al Școlii Irlandeze de Film de la University College Dublin. De asemenea, Kearney membru al Academiei Regale Irlandeze. În calitate de intelectual public în Irlanda, a fost implicat în elaborarea unui număr de propuneri pentru un acord de pace din Irlanda de Nord (1983, 1993, 1995). A prezentat cinci seriale despre cultură și filosofie pentru televiziunea irlandeză și britanică și a fost amplu mediatizat în mass-media europeană. În prezent, este director internațional al Proiectului Guestbook .

## Biografie
Kearney a studiat la Glenstal Abbey condusă de călugării benedictini până în 1972 și a absolvit cu o licență în 1975 la University College Dublin. A absolvit în 1976 un master la Universitatea McGill sub îndrumarea filosofului canadian Charles Taylor și a obținut o bursă la Universitatea Națională din Irlanda, în 1977. Apoi și-a finalizat doctoratul cu marele filosof Paul Ricœur la Universitatea din Paris X Nanterre . A corespondat cu Jean-Paul Sartre, Jacques Derrida și alți mari filozofi francezi ai epocii.  De asemenea, a fost activ în mass-media irlandeză, britanică și franceză în calitate de gazdă pentru diverse programe de televiziune și radio pe teme literare și filosofice. Opera sa se concentrează pe filosofia imaginației narative, hermeneutică și fenomenologie. De-a lungul prestigioasei sale cariere academice a dețiut catedre notabile la University College of Dublin (1988-2001), The Film School, UCD (1993-2005), Sorbona, Universitatea din Paris (1995) și Boston College (1999 – prezent).
Richard Kearney locuiește în prezent în Boston, Massachusetts, unde este căsătorit cu Anne Bernard și are două fiice, Simone și Sarah.

## Opera
Printre cele mai cunoscute lucrări scrise ale lui Kearney se numără The Wake of the Imagination (Routledge, 1998), Poetics of Imagining (Fordham, 1998), On Stories (Routledge, 2002; tradus în olandeză, chineză și română), Strangers, Gods and Monsters: Interpreting Otherness (Routledge, tradus în coreeană și greacă ), 2003 ; Debates in Continental Philosophy (Fordham, 2004), Modern Movements in European Philosophy (Manchester University Press, 1984) și Anatheism: Returning to God after God (Columbia, 2011; ediții revizuite publicate în franceză și italiană).
În limba română a fost publicat volmulul Despre povești, traducere de Carmen Mușat, Tracus Arte, București, 2020.
Opera lui Kearney încearcă să găsească „o cale de mijloc între hermeneutica romantică (Schleiermacher) care îl recuperează și îl reapropie pe Dumnezeu ca prezență și hermeneutica radicală (Derrida, Caputo) care ridică alteritatea la statutul de sublimitate indecidabilă”. El își numește abordarea „hermeneutică diacritică”.